# حوض تسخين

حوض تسخين

حوض التسخين يستخدم في المختبرات لتحفيز حدوث التفاعلات الكيميائية في درجات حرارة مرتفعة و يوضع السائل في قدر معدني مفتوح
وأكثر سائلين استخداماً فيه هما الماء والزيت السيليكوني العضوي، وحوض التسخين يستخدم لدرجات حرارة تصل إلى 100 درجة مئوية والحوض الذي يستخدم فيه الزيت تصل درجات الحرارة فيه إلى فوق 100 درجة مئوية يسخن الحوض على سطح ساخن وغرفة التفاعلات تكون مغمورة في حوض التسخين.

## وصلات خارجية
- http://www.jdinstruments.com
- http://www.labarmor.com
- http://www.nickel-electro.co.uk